# Dianella haematica
Dianella haematica là một loài thực vật có hoa trong họ Thích diệp thụ. Loài này được Heenan & de Lange mô tả khoa học đầu tiên năm 2007.